# ورم ظهاري
الوَرَم الظِّهاري هو ورم الظهارة وهي طبقة من الأنسجة تغطي سطح الأعضاء وبنى الجسم الأُخَرى.